# Mentoría

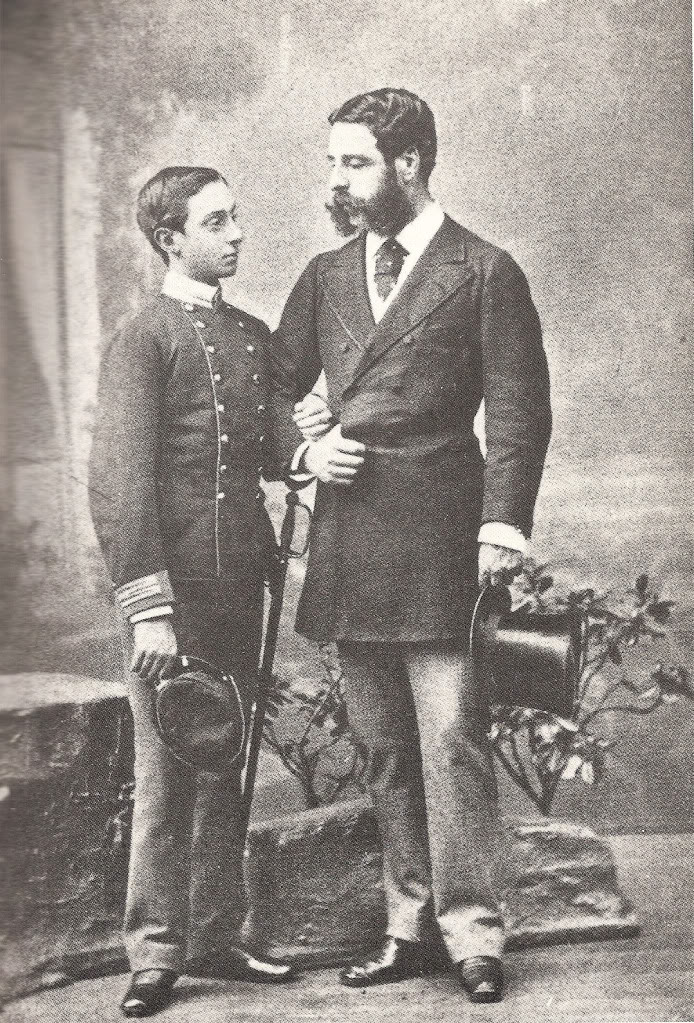
El príncipe Alfonso de España junto a su mentor José Osorio.

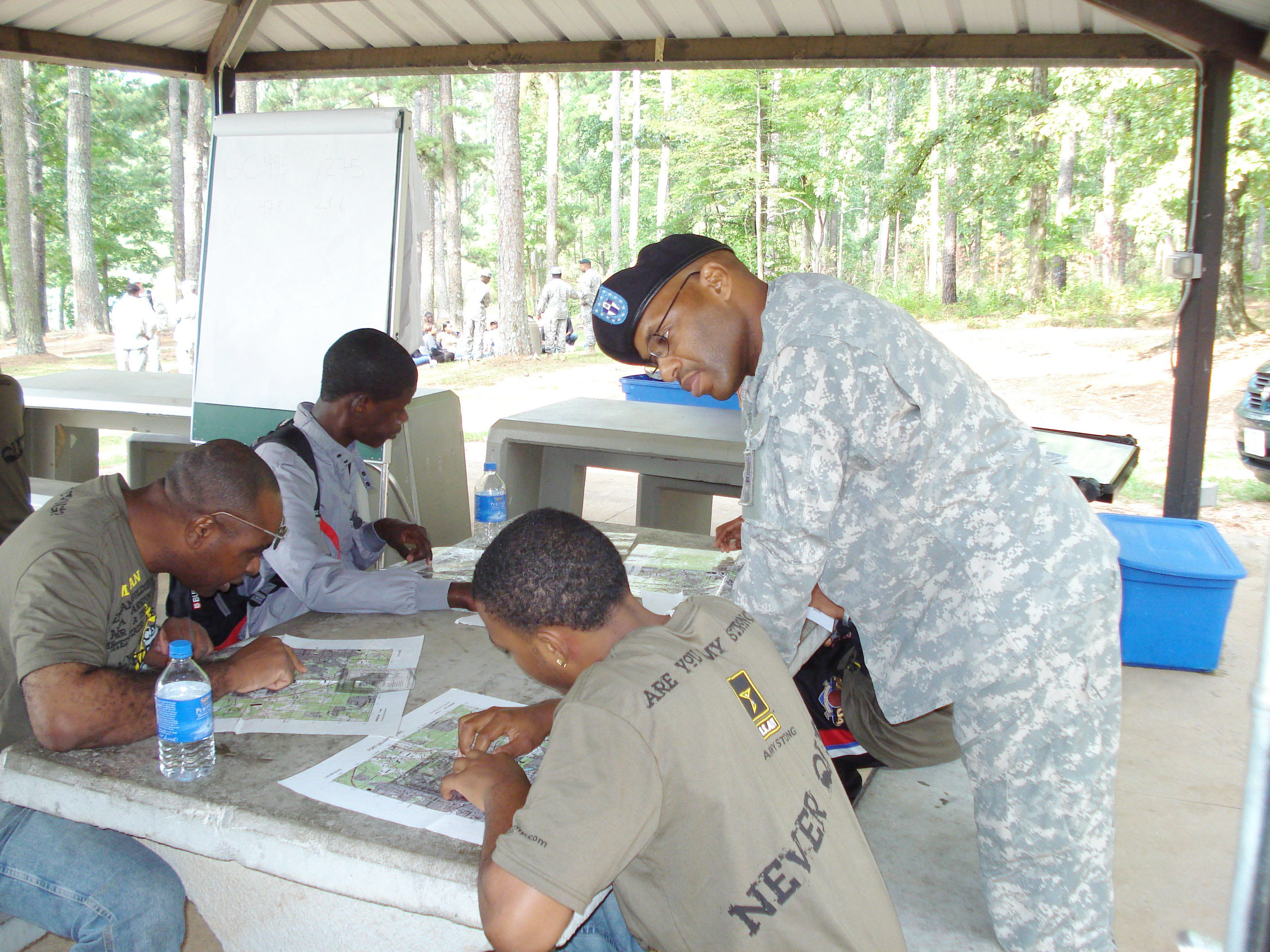
Entrenador del ejército asesorando a nuevos soldados; Atlanta, 12 de septiembre de 2009.

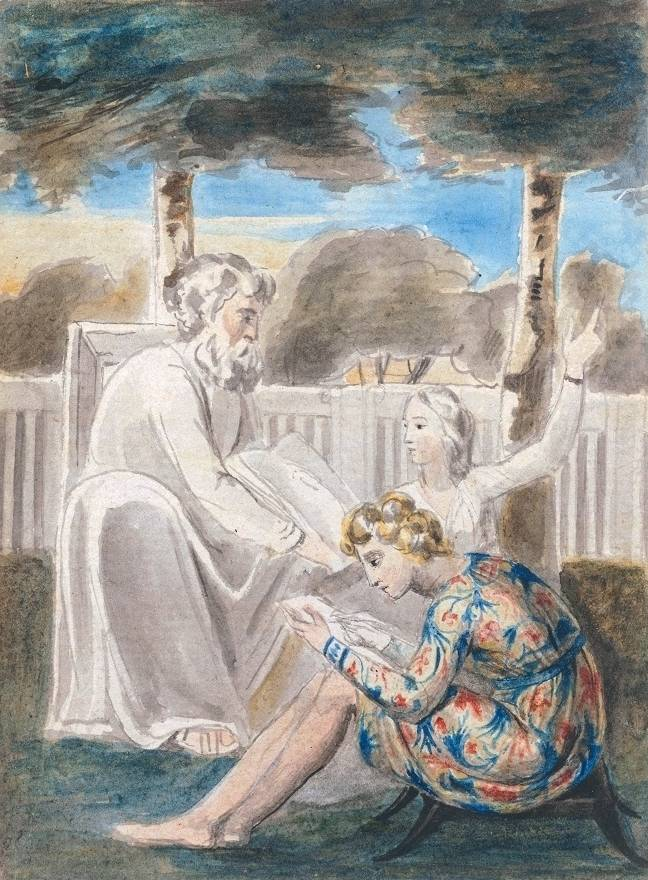
"Viejo enseñando al joven", pintura de William Blake (circa 1785-90).

La mentoría es una relación de desarrollo personal en la cual una persona más experimentada o con mayor conocimiento ayuda a otra menos experimentada o con menor conocimiento. La persona que recibe la mentoría ha sido llamada tradicionalmente como protegido, discípulo o aprendiz.
En la literatura existen diversas definiciones de la mentoría. No obstante, el aspecto central es que la mentoría involucra la comunicación y está basada en una relación. En un ambiente organizacional, la mentoría puede tomar varias formas. Bozeman y Feeney definieron la mentoría como "un proceso para la transmisión informal del conocimiento, el capital social y el apoyo psicosocial, percibidos por el recipiente como relevante para el trabajo, la carrera o el desarrollo profesional; la mentoría envuelve la comunicación informal, usualmente cara a cara y durante un período de tiempo sostenible entre una persona que se percibe poseedor de más conocimiento relevante, sabiduría o experiencia (el mentor) y una persona que se percibe con menos (el protegido).
La exclusión escolar se asocia con efectos indeseables en el desarrollo de los niños. Estudios previos muestran una relación consistente entre la exclusión y el bajo rendimiento académico, conducta antisocial y dificultades de inserción en el mercado laboral. Estas exclusiones afectan de manera desproporcionada a los hombres, a las minorías étnicas, a aquellos que provienen de ambientes socioeconómicos vulnerables y a los estudiantes con necesidades educativas especiales.
Una revisión sistemática de 37 estudios, la mayoría realizados en Estados Unidos y el resto en el Reino Unido, evalúa el impacto de intervenciones en la reducción de la exclusión escolar. Las intervenciones estudiadas producen una pequeña aunque significativa reducción de la exclusión escolar durante los primeros seis meses, efecto que se diluye a largo plazo. Los cuatro tipos de intervenciones que demostraron ser más efectivas fueron: mejorar habilidades académicas, asesoramiento, tutoría, y capacitación de los maestros. Para obtener mejores conclusiones, sin embargo, se deben llevar a cabo más estudios y en otros países donde la exclusión sea común.

## Historia
Las raíces de la práctica de la mentoría pueden trazarse hasta la antigüedad. La propia palabra fue inspirada por el personaje de Méntor en la Odisea de Homero. A pesar de que el personaje de Méntor en la historia es un anciano aparentemente inefectivo, la diosa Atenea toma su apariencia para guiar al joven Telémaco en su tiempo de dificultad.
Existen sistemas de mentoría históricamente significativos, incluyendo el gurú, los ancianos, el discipulado practicado por el judaísmo rabínico y la iglesia cristiana, y el sistema de maestro-aprendiz dentro de los gremios medievales.

## Tipos de mentoría

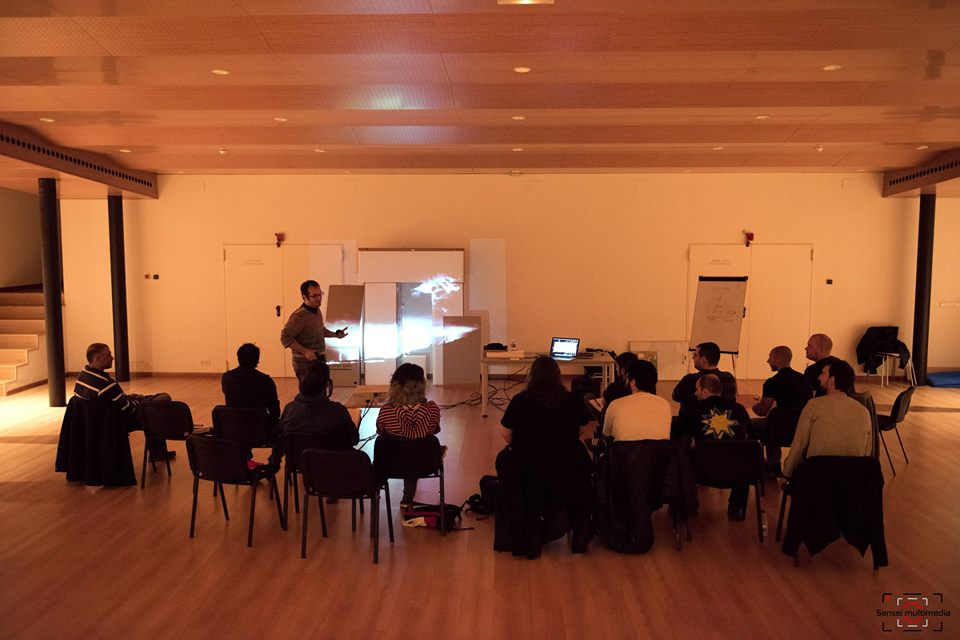
Ejemplo de Mentoría exprés

Según establece el Observatorio de Innovación Tecnológica (2017) existen 6 tipos de mentoría. A continuación se describen cada uno de ellos. 
- Mentoría informal y formal: La mentoría informal se refiere a la relación que se establece entre el mentor y el mentoreando de acuerdo a sus propios criterios, naturaleza y duración, mientras que la mentoría formal mantiene un seguimiento de un programa establecido de manera estructurada, mismo que incluye objetivos, relaciones, reglas y políticas.
- Mentoría entre pares: Sucede entre personas con la misma edad, estatus o rol. En este tipo existe una relación de apoyo e intercambio mutuo de experiencias y conocimientos. También se establece una relación de igualdad.
- Mentoría grupal: Se genera cuando el mentor decide apoyar a un grupo de personas. Toda acción está orientada a promover el éxito grupal. Actualmente con las nuevas tecnologías es posible que esta mentoría se genere con mayor frecuencia a través de foros, wikis, redes sociales, etc.
- Mentoría inversa: Relación recíproca, es decir, el mentor logra aprender de su discípulo dadas sus propias características. Por ejemplo, por su perspectiva, habilidad, generación, entre otros.
- Cross Mentoring: Se trata de un programa de intercambios entre mentores y mentoreandos de diversos corporativos o instituciones. Su principal utilidad es el generar nuevas experiencias y mayor apertura a nuevas prácticas profesionales.
- Mentoring express: Se refiere a encuentros instantáneos de personas con un alto conocimiento y experiencia en un tema y lo comparte ante una audiencia interesada en su saber. No se establece una relación de seguimiento, pero se comparte el conocimiento.

## Roles del mentor
Según el Observatorio de Innovación Educativa (2017) existen 8 roles principales que se puede llevar a cabo por el mentor, a saber: 

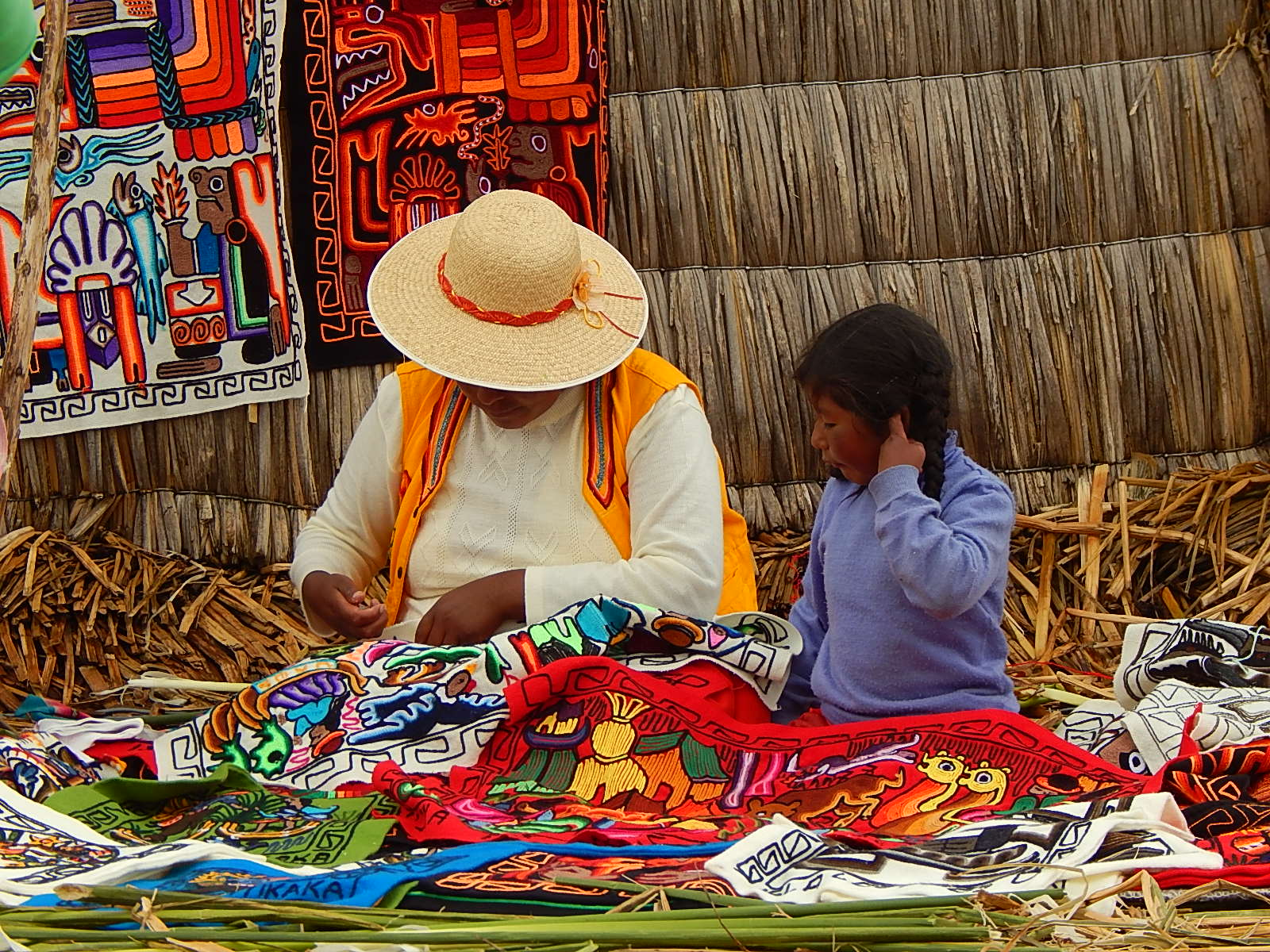
La tradición se enseña. Ejemplo de roles del mentor.

- Acompañar. El mentor debe acompañar al discípulo durante su proceso de aprendizaje. Debe destinar espacios para escuchar sus dudas o comentarios y  mantener un seguimiento del avance.
- Es un modelo. Es un modelo al proveer de diversas cualidades que el discípulo debe valorar. Resulta ser un ejemplo.
- Es un guía. El profesor debe proveer una manera de realizar ciertas acciones y puede intervenir en las decisiones del aprendiz.
- Es apoyo y soporte. Provee de información para la resolución de problemas.
- Motivar. Debe proporcionar al discípulo de razones para animar sus acciones.
- Patrocinar. Es un proveedor de nuevas experiencias y oportunidades.
- Es retador. Impulsa las capacidades de los discípulos, aprovechando su potencial.